# Zenzizenzizenzic
Het (Engelse) woord zenzizenzizenzic (niet noodzakelijk te vertalen in het Nederlands), is een verouderde wiskundige term voor de achtste macht van een getal.

Voorbeeld. De zenzizenzizenzic van {\displaystyle 2} is het getal {\displaystyle 256=2^{8}=((2^{2})^{2})^{2}}.

## Geschiedenis en etymologie

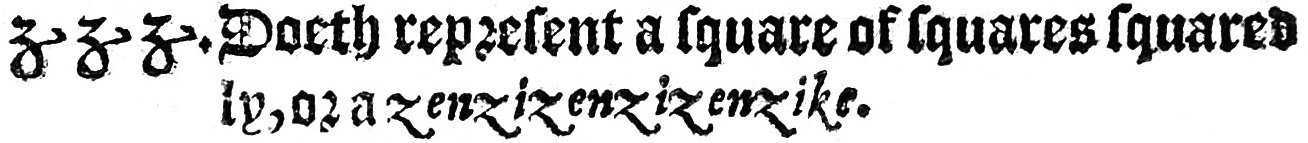
Recorde: Whetstone of Witte
pag. 147 (onderaan) en 148 (bovenaan) samengevoegd

De term is in Engeland voor het eerst gebruikt door de uit Wales afkomstige wis- en natuurkundige Robert Recorde (1510–1558), die ook het = teken in de wiskunde introduceerde. Beide zaken staan in zijn in 1557 gepubliceerde boek over rekenkunde, waarvan de verkorte titel luidt The Whetstone of Witte.

Recorde gebruikt als afkorting de drie tekens ƷƷƷ (zzz) en hij geeft daarbij als toelichting "Doeth represent a square of squares squaredly, or a ..." (Stelt voor een kwadraat van een kwadraat op zijn kwadraats, of een ...).
Het heeft tot het midden van de 16e eeuw geduurd voordat in de wiskunde speciale tekens werden gebruikt voor wiskundige bewerkingen en terminologie. Tot die tijd werden in gedrukte tekst woorden (of omschrijvingen) gebruikt. Bij het oplossen van vergelijkingen (de meest beoefende vaardigheid, toen) werd de onbekende ‘x’ geschreven als ‘cos’ (van het Italiaanse cosa = ding). In Nederland sprak men dan ook lange tijd van de “regel van coss” (Latijn: regula cosae; Duits: Coß), en ook wel van de cossische kunst (de koopmansrekenkunde).

Fibonacci gebruikte in zijn Liber Abaci (1202) voor de vierde macht al de uitdrukking censo di censo (censo staat voor kwadraat; uit het Latijnse census), en censo werd weer zenzo en zenzus in het Duits. In Engelse literatuur werd zenzic gebruikt voor kwadraat en zenzizenzic voor de vierde macht. De achtste macht werd daar dus zenzizenzizenzic.